# Can We Go Back
Singles de Kumi Kōda
ALIVE / Physical thing
(2009) Gossip Candy
(2010)
Can We Go Back est le 46e single de Kumi Kōda sorti sous le label Rhythm Zone le 20 janvier 2010 au Japon. Il atteint la 2e place du classement de l'Oricon. Il se vend à 31 078 exemplaires la première semaine, et reste classé pendant 4 semaines, pour un total de 36 565 exemplaires vendus. Il sort en format CD et CD+DVD.
Can We Go Back est une reprise de Kelly Clarkson; elle a été utilisée pour une campagne publicitaire pour music.jp. Good☆day a été utilisé pour Sogo. Can We Go Back se trouve sur l'album Universe.

## Liste des titres
| 1. | Can We Go Back                | Kumi Kōda, Adam Watts, Andy Dodd, Shanna Crooks | Adam Watts, Andy Dodd, Shanna Crooks | 3:24 |
| 2. | Good☆day                      | Kumi Kōda, Yuta Nakano                          | Yuta Nakano                          | 3:07 |
| 3. | Can We Go Back (instrumental) | Kumi Kōda, Adam Watts, Andy Dodd, Shanna Crooks | Adam Watts, Andy Dodd, Shanna Crooks | 3:25 |
| 4. | Good☆day (instrumental)       | Kumi Kōda, Yuta Nakano                          | Yuta Nakano                          | 3:02 |

| 1. | Can We Go Back |  |
| 2. | Making of      |  |